# Dicranella tenuirostris
Dicranella tenuirostris là một loài rêu trong họ Dicranaceae. Loài này được Kunze ex Schwägr. Mitt. mô tả khoa học đầu tiên năm 1869.